# Jabrudien
Jabrudien je paleolitická kultura vyskytující se na Předním východě. Může být datována do středního paleolitu. Jedná se o kulturu patřící k moustérienu, je stejná jako evropský charentien facie Quina. Někdy je popírána jeho existence a je prohlašován za reakci acheuléenu na teplejší období. Definován podle výzkumu německého archeologa Alfred Rusta v jeskyni Jabrud (také Yabrud). 

## Lokality
- El Kowm ve střední Sýrii
- jeskyně Tabun na hoře Karmel